# Сальвадор-Альварадо
Сальвадор-Альварадо (исп. Salvador Alvarado) — муниципалитет в Мексике, штат Синалоа, с административным центром в городе Гуамучиль. Численность населения, по данным переписи 2010 года, составила 79085 человек.

## Общие сведения
Название Salvador Alvarado дано в честь политика и революционера Сальвадора Альварадо.
Площадь муниципалитета равна 774 км², что составляет 1,35 % от площади штата. Он граничит с другими муниципалитета штата Синалоа: на севере с Синалоа, на востоке с Мокорито, на юге с Ангостурой, и на западе с Гуасаве.

## Учреждение и состав
Муниципалитет был образован в 1963 году, в его состав входит 86 населённых пунктов:
| Код INEGI | Населённый пункт                                       | Численность населения (2005 год) | Численность населения (2010 год) |
| --------- | ------------------------------------------------------ | -------------------------------- | -------------------------------- |
| 015       | Всего                                                  | 76537                            | 79085                            |
| 0001      | Гуамучиль (исп. Guamúchil) (административный центр)    | 61862                            | 63743                            |
| 0040      | Бенито-Хуарес (исп. Benito Juárez)                     | 5128                             | 5480                             |
| 0016      | Габриэль-Лейва-Веласкес (исп. Gabriel Leyva Velázquez) | 710                              | 776                              |
| 0034      | Эль-Салитре (исп. El Salitre)                          | 745                              | 754                              |
| 0044      | Тультита (исп. Tultita)                                | 683                              | 716                              |

## Экономическая деятельность
По статистическим данным 2000 года, работоспособное население занято по секторам экономики в следующих пропорциях: сельское хозяйство, скотоводство и рыбная ловля — 13,7 %, промышленность и строительство — 19,3 %, сфера обслуживания и туризма — 62,9 %, прочее — 4,1%.

## Инфраструктура
По статистическим данным 2010 года, инфраструктура развита следующим образом:
- электрификация: 99,5 %;
- водоснабжение: 96 %;
- водоотведение: 96,8 %.

## Туризм
Основные достопримечательности:
- исторические памятники Сальвадору Альварадо, Хосе Мария Морелосу, Мигелю Идальго-и-Костилья, Педро Инфанту и Бенито Хуаресу;
- архитектурные памятники: бывшая асьенда Сиенега-де-Касаль, несколько отелей, построенных в XIX веке;
- Серро-де-Мокаомос-и-Террерос — туристическая зона со зданиями колониального периода и местом для спортивной охоты и рыбалки возле плотины Эусткио-Буэльна.

## Фотографии

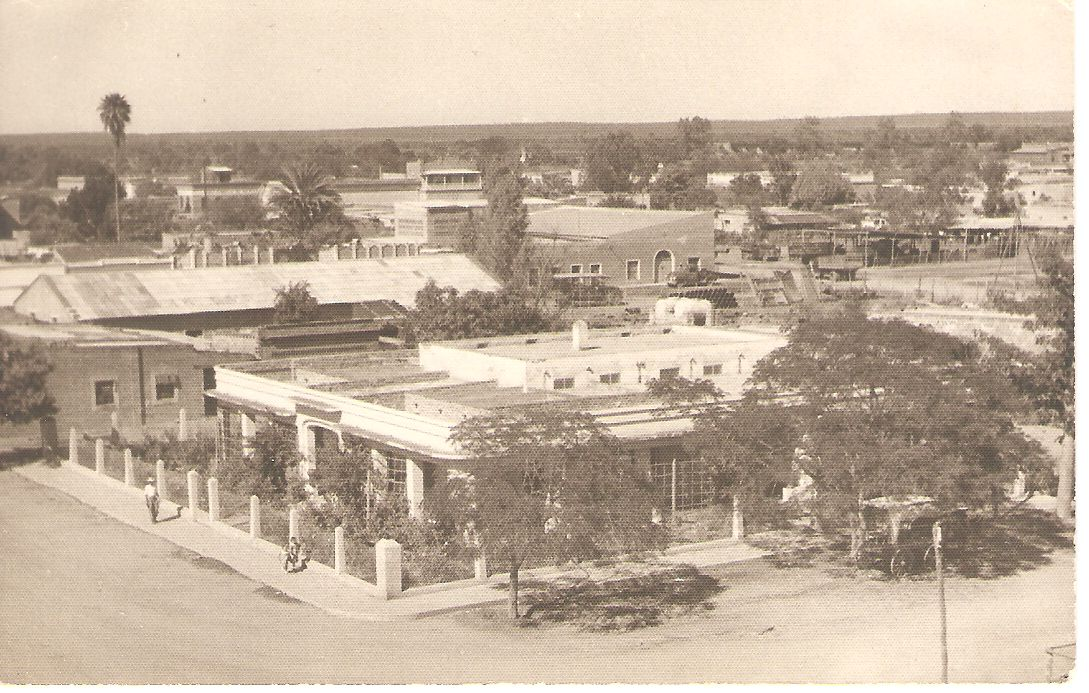
Исторические фотографии Гуамучиля
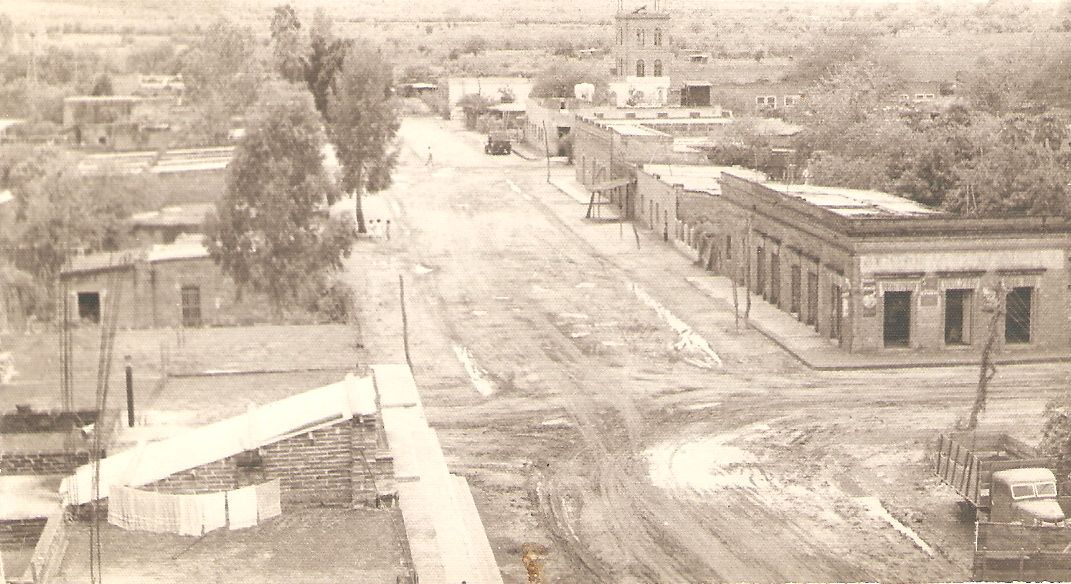
Исторические фотографии Гуамучиля